# Una altra galàxia
Una altra galàxia és el cinquè àlbum d'estudi del grup català de pop electrònic Pastora, publicat l'any 2012. Fou el primer disc del grup cantat íntegrament en català. De les dotze cançons incloses en el disc, tres ja s'havien enregistrat anteriorment i tres més eren versions. El germà mitjà Àngel Riba també va col·laborar tant en la veu com en la composició del primer senzill "Una altra galàxia" afegint un toc més electrònic i que va guanyar el Premi Cerverí de lletres per a cançó.
El projecte va començar amb la idea de publicar un EP amb els cinc temes en català que ja havien enregistrat durant la seva trajectòria. Finalment va esdevenir un LP perquè Caïm Riba tenia força material musical i Dolo Beltrán va començar a treballar amb noves lletres en català que van agradar als altres membres del grup. Dolo, acostumada a escriure les lletres en castellà, va indicar que el català era molt més suau que el castellà i que inicialment només aconseguia crear balades i cançons tranquil·les. Successivament van agafar més duresa i un ritme més electrònic i més ballables.
"Quan la Mercè està contenta!" era una versió de la cançó "Donya Mixeires" de Pau Riba inclosa en l'àlbum Jo, la donya i el gripau (1971), mentre que "Quan es faci fosc" va formar part del disc a tribut a Sopa de Cabra, Podré Tornar Enrere. El Tribut a Sopa de Cabra (2006) i per aquest disc van fer un duet amb el seu cantant, Gerard Quintana, i "Em vindràs a buscar" es tracta d'una versió de "Wonderful Life" del grup britànic Black (1987). Les cançons "Planetes marins" i "Dolços somnis" van aparèixer en els àlbums anteriors La vida moderna (2005) i Un viaje en noria (2011) respectivament.

## Llista de cançons
Totes les lletres escrites per Dolo Beltrán, totes les cançons foren compostes per Caïm Riba.
| Núm.          | Títol                         | Composició                          | Durada |
| ------------- | ----------------------------- | ----------------------------------- | ------ |
| 1.            | «Semblava mentida»            |                                     | 3:27   |
| 2.            | «Caricies»                    |                                     | 3:09   |
| 3.            | «Una altra galàxia»           | Caïm Riba, Dolo Beltrán, Àngel Riba | 3:56   |
| 4.            | «Mals habits»                 |                                     | 3:31   |
| 5.            | «Quan la Mercè està contenta» | Pau Riba                            | 4:39   |
| 6.            | «Penso en tu»                 |                                     | 2:11   |
| 7.            | «Sentit de l'humor»           |                                     | 3:01   |
| 8.            | «Quan es faci fosc»           | Gerard Quintana                     | 4:02   |
| 9.            | «Em vindràs a buscar»         | Colin Vearncombe                    | 3:27   |
| 10.           | «1+1=1000»                    |                                     | 3:51   |
| 11.           | «Planetes marins»             |                                     | 3:36   |
| 12.           | «Dolços somnis»               |                                     | 4:06   |
| Durada total: | Durada total:                 | Durada total:                       | 42:56  |

## Personal[4]
- Caïm Riba − Programació, instruments
- Dolo Beltrán − Veu
- Àngel Riba − Programació, veus addicionals